# سكوت غالوي
سكوت غالوي (بالإنجليزية: Scott Galloway)‏ (10 أبريل 1995 ببرث في أستراليا - ) هو لاعب كرة قدم أسترالي في مركز الظهير. شارك مع منتخب أستراليا تحت 20 سنة لكرة القدم. أما مع النوادي، فقد لعب مع نادي ملبورن فيكتوري.

## وصلات خارجية
- سكوت غالوي على موقع الاتحاد الدولي (مؤرشف)  (الإنجليزية)
- سكوت غالوي على موقع قاعدة بيانات كرة القدم.إي يو (الإنجليزية)
- سكوت غالوي على موقع Soccerway.com (الإنجليزية)